# Chechma
La rivière Chechma (russe : Шешма ; en tatar : Шушма, Şuşma ou tatar : Чишмә, Çişmä) est un cours d'eau de Russie et un affluent gauche de la Kama. Elle arrose l'oblast de Samara et la république du Tatarstan et se jette dans le réservoir de Kouïbychev près de Starochechminsk, à 35 km au nord-est de Tchistopol. 

## Géographie
La Chechma est longue de 259 km et draine un bassin de 6 040 km2. Elle prend sa source dans l'oblast de Samara, à 28 km au sud de Leninogorsk (Tatarstan). Son cours est orienté sud-est – nord-ouest.
La Chechma a un régime nival. Son débit mesuré à 86 km en amont de sa confluence avec la Kama est de 11,1 m3/s. Elle est habituellement gelée de novembre – début décembre à avril, au moment des hautes eaux.
Ses principaux affluents sont, d'amont en aval, les rivières :
- Lesnaïa Chechma (D)
- Kouvak (D)
- Sekines (G)
- Kitchouï (D)
- Talkych (G)

Sa minéralisation atteint 600-700 mg/l. Sa sédimentation est de 112 mm par an à sa confluence.
Elle arrose les villages de Chougourovo, Novochechminsk et Starochechminsk.

## Source
- (ru) Grande Encyclopédie soviétique